# Familia Miró Quesada
Los Miró Quesada son una familia empresarial peruana. La familia es considerada uno de los grupos más poderosos del país, debido al conglomerado empresarial en medios de comunicación, minería, turismo, banca que están bajo su propiedad.

## Orígenes
Tomás Gómez de Miró y Rubini nació el 21 de diciembre de 1800 en la ciudad de Penonomé, Panamá, en el entonces Virreinato de Nueva Granada. En 1819 se incorporó al servicio militar y tiempo después partió a Sudamérica para participar en guerras independentistas. En noviembre de 1831, Tomás se casó con Josefa de Quesada y Velarde, natural de Andalucía.
Los hijos de Tomás y Josefa fueron:
- José Joaquín Miró Quesada
- Tomás José Miró Quesada
- Manuela María del Carmen Miró Quesada
- Josefa Hipólita Miró Quesada
- José Gregorio Leopoldo Miró Quesada
- Manuela María del Espíritu Santo Miró Quesada
- José Antonio Miró Quesada

Los hijos del matrimonio llegaron al Perú a mediados del siglo XIX. José Antonio era una de las personas que tenían vínculos con funcionarios panameños, luego de que su padre Tomás recibiera el reconocimiento por luchar en la batalla de Ayacucho.

### Rama García-Miró
Los hijos de Josefa Miró Quesada de la Guerra (hija de José Antonio Miró Quesada) y de Pedro García Yrigoyen recompusieron sus apellidos formando el García-Miró. Esta rama de la familia se dedicó también a la prensa escrita.

### Rama Pezet Miró Quesada
Joaquin Miró Quesada se casó con Teresa de Ingunza y Lucar y tuvieron la siguiente sucesión:
- María Teresa Miró Quesada Ingunza, nacida en 1871, fallecida en 1930, casada con Víctor Pezet Eastedd, quien fuera cónsul de Perú en Nueva Orleans, USA (nieto del expresidente del Perú General D. Juan Antonio Pezet y Rodríguez). Tuvieron por sucesión a: Carmen Rosa Simona, Víctor Federico, María Teresa, Alicia, Jorge, Elvira Elena, Juan Antonio, Rosa, Guillermo Miguel y Jorge Alejandro Felix Pezet Miró Quesada.

## Diario El Comercio
Los propietarios y fundadores del Diario El Comercio fueron Manuel Amunátegui y Muñoz y el argentino Alejandro Villota en 1839, quienes tuvieron a su cargo la dirección hasta 1900, año en que la muerte del segundo dejó a Manuel Amunátegui sólo como único propietario al frente del diario. Amunátegui tuvo una hija, Josefa Amunátegui Ramos, casada con el suizo Salomón Bachmann con descendencia.

## Grupos empresariales
- Grupo El Comercio - conglomerado mediático de empresas relacionadas con los medios de comunicación, banca, inmobiliaria, hotelería y minería.
- Grupo Plural TV - empresa conjunta entre El Comercio y La República que gestiona la cadena de televisión América Televisión y su señal de noticias Canal N.